# Nordre Follo
Nordre Follo er en kommune i Osloregionen i Akershus fylke. Kommunen ligger i landskapet Akershus og området var en del af Akershus len, Akershus stiftamt, Akershus Amt og Akershus fylke fra middelalderen til 2020. Nordre Follo blev etableret 1. januar 2020 ved sammenlægning af Ski og Oppegård kommuner.
Den var en del af  Viken fylke som blev etableret 1. januar 2020, men opløst fra 1. januar 2024.

## Geografi
Nordre Follos højeste top er Tømmerås (313,1 moh).